# Schloss Lichtenau (Oberösterreich)

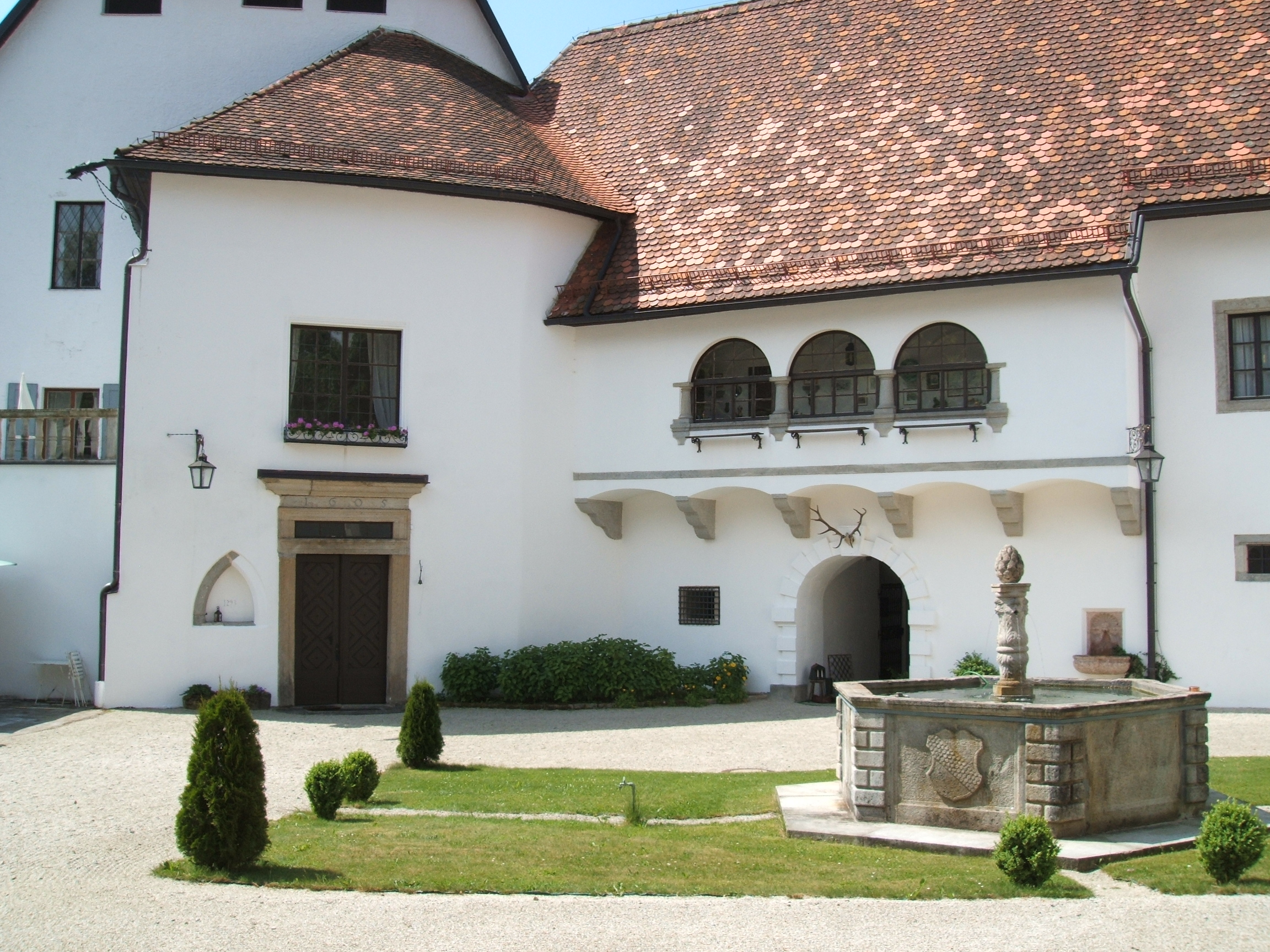
Hauptbau des Schlosses

Das Schloss Lichtenau ist eine Schlossanlage in Oberösterreich und liegt in der Gemeinde Lichtenau im Mühlkreis, rund zwei Kilometer nordöstlich der Gemeinde Haslach an der Mühl im Mühlviertel. Eine Burg wurde zu Beginn des 13. Jahrhunderts erbaut, im 17. Jahrhundert in ein Schloss umgebaut und brannte im Zweiten Weltkrieg nieder. Seit 1965 wurde das Schloss wieder aufgebaut und befindet sich heute in Privatbesitz.

## Geschichte
Es wird vermutet, dass die Burg um 1217 als Fluchtburg erbaut wurde und den Rosenbergern gehörte. Die erstmalige urkundliche Erwähnung erfolgte 1293, als der damalige Besitzer Sifrit der Hugenberger verstarb. Lichtenau war damals ein Lehen der Rosenberger. Nach Sifrit folgte sein gleichnamiger Sohn und später sein Enkel. 1399 kam die Burg an Elisabeth Anhanger, eine verwitwete Jörger. Ihr Sohn, Hans Jörger, erbte die Burg, wohnte jedoch nicht dort. Von Bernhard Jörger ging die Burg vor 1426 an die Familie Oeder über.

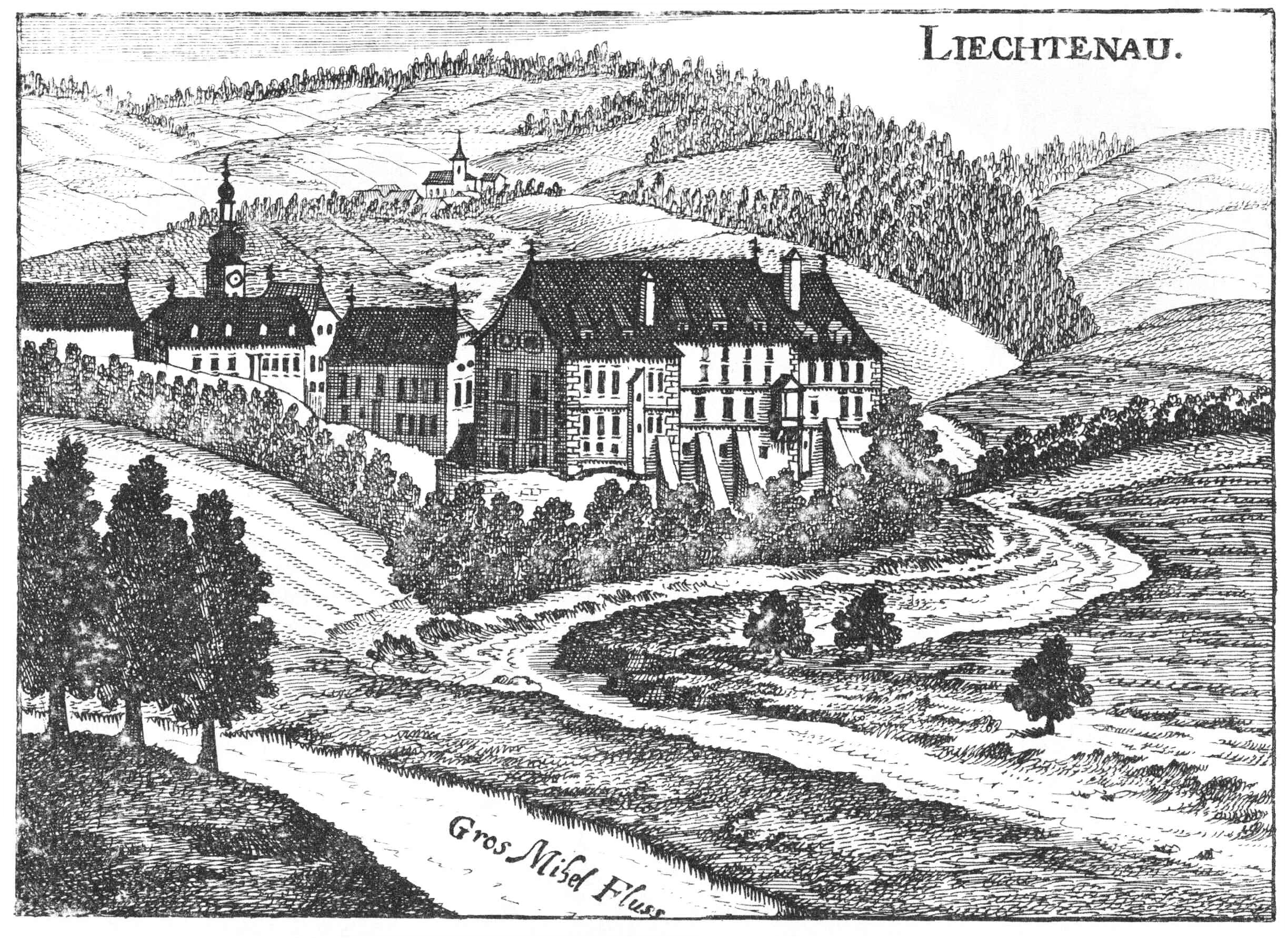
Schloss Lichtenau, Stich von Georg Matthäus Vischer, 1674

Bis 1483 waren die Wallseer die Lehnsherren der Burg, und sie belehnten Marx Oeder mit Lichtenau. Durch Heirat kam sie vor 1555 in den Besitz der Familie Herleinsperger, in deren Besitz sie bis 1624 blieb. Um 1594, in der Zeit der Türkeneinfälle, wurde die Burg als Bollwerk für das obere Mühlviertel bestimmt. Unter den Herleinsperger wurde die Burg Anfang des 17. Jahrhunderts in ein befestigtes Renaissanceschloss umgebaut. Elisabeth Herleinsperger heiratete 1608 Dietmar Schifer von Dachsberg, in dessen Besitz die Burg nach 1624 kam. 1661 kam das Schloss durch Heirat als Mitgift an den Grafen Johann Secundus von Sprinzenstein, 1728 wiederum durch Heirat an den Grafen Philipp von Welsberg. Zur Herrschaft gehörten damals rund 150 Untertanen.
Georg Fölser, ein Haslacher Textilkaufmann, kaufte das Schloss 1831. 1885 diente es wieder als Heiratsgut und kam so an den Textil-Industriellen Heinrich Vonwiller. Zu Beginn des 20. Jahrhunderts wurden wieder Umbauten vorgenommen. Nach dem Ende des Zweiten Weltkriegs wurde das Schloss von sowjetischen Soldaten besetzt, und ein Brand am 8. September 1945 vernichtete Teile des Schlosses. Der schwer beschädigte Nord- und Osttrakt wurde abgetragen. Im Jahr 2001 wurde das Schloss an die Familie des Auslandsösterreichers B. A. Tibensky verkauft. Die neuen Besitzer führten eine umfangreiche Sanierung und Restaurierung durch, wofür Tibensky 2004 der Landesdenkmalpflegepreis verliehen wurde.
1970 wurde im Palas des Schlosses die Lichtenauer Erklärung unterzeichnet, die die Haltung der Freimaurerei zur katholischen Kirche zum Inhalt hat.

## Bau
Das Schloss liegt oberhalb der Großen Mühl am südlichen Ortsrand von Lichtenau. Es wird von einem Landschaftsgarten mit vielen alten Bäumen umgeben. Die heutige Anlage besteht aus mehreren Gebäuden, die um einen trapezförmigen Innenhof stehen. Am besten ist der Eingangsflügel mit dem Torbau im Norden erhalten. Auf eine einstige Zugbrücke weisen die Rollenlöcher im Portal hin, der trockene Wehrgraben wurde um 1600 beim Umbau der Burg zugeschüttet. Von der Straße her wird das Schloss durch eine mehrteilige, schmiedeeiserne Toranlage betreten, die auch in den Park führt. Eine einfache Mauer bildet den Ostteil.

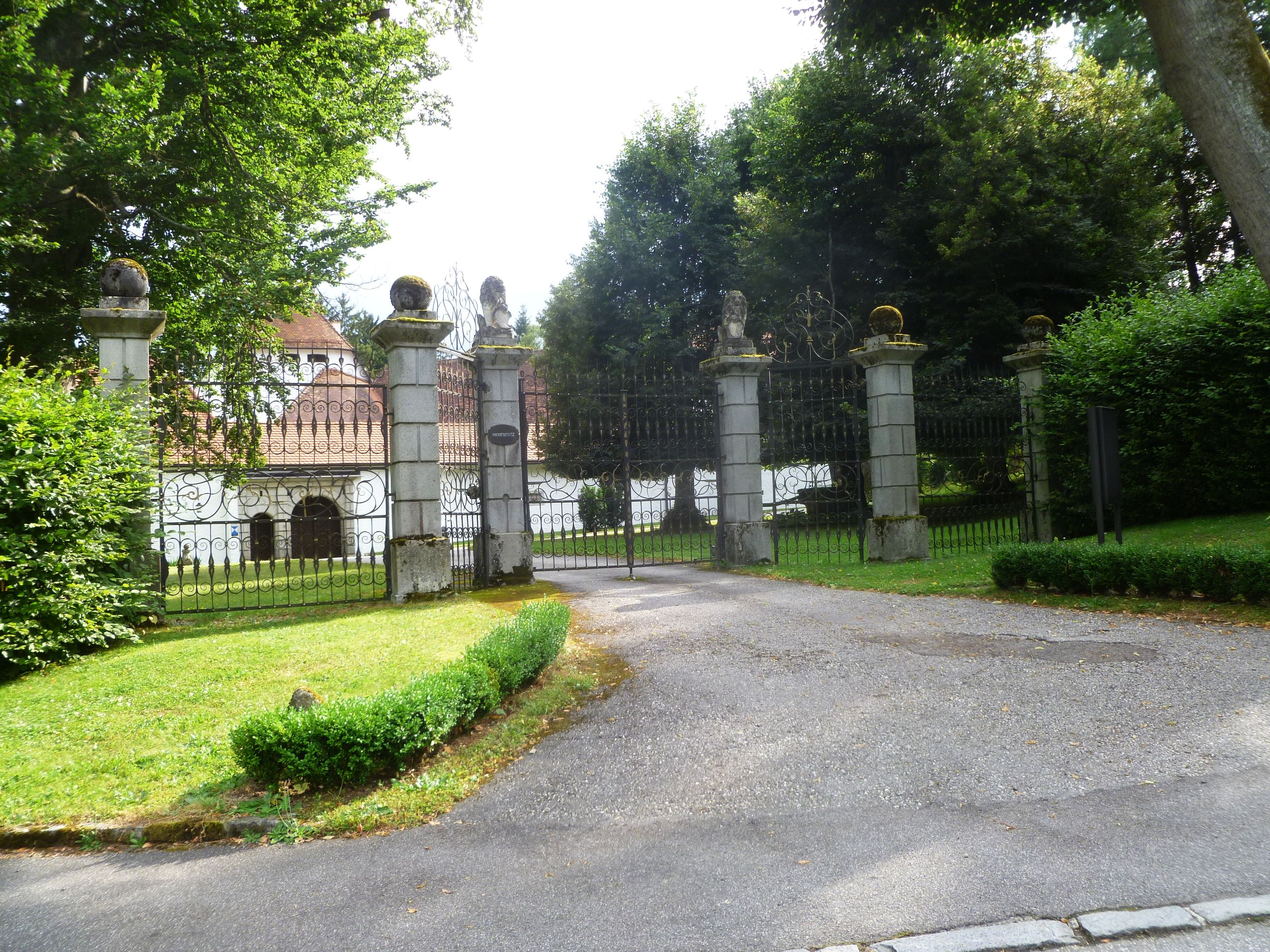
Schloss Lichtenau: Einfahrt

Im Süden steht das fast quadratische, turmartige Haupthaus, der Palas. Das Erdgeschoß beherbergt eine Renaissancehalle mit einem Stichkappentonnengewölbe auf einem mächtigen Mittelpfeiler. Ein Kamin in diesem Raum ist mit 1556 datiert, die Türrahmen sind noch älter. Die beiden Obergeschoße des Haupthauses wurden weitgehend wiederherstellt. Hofseitig besitzt das Haupthaus einen Laubengang. Im Westen befindet sich die Kapelle, welche die gesamte Westfront einnimmt. Die Kapelle, zu der ein Renaissanceportal führt, stammt aus der Zeit um 1600. Die Decke ist reich verziert und mit rippenartigen Stuckbändern geschmückt.
Im Schlosshof steht ein Brunnen mit einem sechseckigen Becken. An der Seite sind die Wappen der Oeder und Herleinsperger angebracht. Der Schlosshof ist im Renaissancestil gestaltet.
Westlich des Schlosses steht der ehemalige Meierhof, der im ersten Viertel des 17. Jahrhunderts errichtet wurde.

## Nutzung
Das Schloss dient heute als Zweitwohnsitz und ist nicht öffentlich zu besichtigen.